# 심사손
심사손(沈思遜, 1493년 12월 25일 ~ 1528년)은 조선 전기의 문신이자 무신으로, 다른 이름은 심사손(沈士遜)이다. 의정부 좌의정 화천부원군 심정의 차남이고, 좌의정을 지낸 심수경의 아버지이다. 만포첨사로 재직 중 여진족의 기습 공격을 받고 살해되었다. 본관은 풍산(豊山)이고, 자는 양경(讓卿)이다. 사후 여러 번 증직되어 영의정에 추증되었다.

## 생애

### 가계
심사손은 중종 때, 좌의정을 지낸 화천부원군(花川府院君) 심정(沈貞)의 차남으로, 중종 때, 홍문관 부제학을 지낸 심사순(沈思順)의 형이고, 선조 때, 좌의정을 지낸 청백리 심수경(沈守慶)의 아버지이다. 어려서부터 책읽기와 글쓰기를 좋아하였고 충후한 인품과 넓은 도량을 지녔으며 재주는 다방면에 뛰어났다. 학문에 있어서도 천착하지 않았지만 깊은 경지에 도달하였다.

### 관력
1513년(중종 8년) 진사시에 합격하고, 1517년(중종 12년) 별시문과에 급제하여, 승문원 권지정자, 예문관 검열(한림), 예문관 봉교, 사관(史官), 예조좌랑, 사간원 정언, 홍문관 부수찬(옥당), 홍문관 수찬, 사헌부 지평, 병조정랑, 홍문관 교리, 홍문관 부응교, 홍문관 응교, 사헌부 장령 등을 지냈다. 1523년(중종 18년) 홍문관 교리 겸 비변사 낭관으로서, 서북면의 여진족 정벌에 참여하였고, 1524년(중종 19년) 경연관 특진관, 의정부 사인 등을 지냈다.
1525년(중종 20년) 경상우도의 암행어사로 다녀왔다. 이후, 사헌부 집의, 홍문관 전한 겸 경연관 시강관, 홍문관 직제학 겸 경연관 시독관을 지내고, 중종의 특명으로, 정3품 당상관으로 승진되어 충무위상호군이 되었다가, 만포진 첨절제사(滿浦鎭 僉節制使) 겸 절충장군에 임명되었다. 그러나, 1528년(중종 23년) 함경도의 야인(여진족)들을 안이(安易)하게 생각하다가, 야인들의 기습을 받고, 참살되었다. 당시 그의 나이 35세였다.

### 사후
양천현(현, 서울특별시 강서구 방화3동 410) 서개화산(西開花山) 언덕 건좌손향(乾坐巽向), 삼정중학교 뒷산에 안장되었다. 후에 그의 묘소 주변으로 아버지 심정, 동생 심사순, 아들 심수경 등의 묘소가 조성되었다.
사후에, 바로 증 자헌대부 예조판서 겸 지경연춘추관성균관사 홍문관대제학 예문관대제학에 증직되었다가, 아버지 심정이 김안로에게 숙청되었으나 그의 관직은 추탈되지 않았다. 후일 아들 심수경의 출세로 숭정대부 의정부 좌찬성에 가증되었다가, 다시 대광보국숭록대부 의정부 영의정으로 가증되었다.

## 가족 관계
- 할아버지 : 심응(沈膺) - 적개공신 봉조하 증영의정 풍산부원군(豊山府院君)
- 할머니 : 증 정경부인 대구 서씨 - 광흥창부승 서문한(廣興倉副丞 徐文翰)의 딸
  - 아버지 : 심정(沈貞) - 정국공신 좌의정 화천부원군(花川府院君)
  - 어머니 : 정경부인 하양 허씨 - 허당(許塘)의 딸
    - 동생 : 심사순(沈思順) - 홍문관 부제학
    - 제수 : 덕수 이씨 - 참판 이빈(李蘋)의 딸
    - 부인 : 증 정경부인 전의 이씨(1493년 2월 15일 ~ 1578년 4월 1일) - 참의 이예장(李禮長)의 딸
      - 장남 : 심수경(沈守慶) - 팔도관찰사 좌의정 건의대장 청백리
      - 며느리 : 정경부인 신씨 - 군기시판관 신파(申坡)의 딸
        - 손자 : 심일장(沈日將) - 찰방
          - 증손자 : 심관(沈關) - 호조좌랑
            - 고손자 : 심노(沈노) - 승지
              - 5세손 : 심구(沈玖) - 상의원정

        - 손자 : 심일취(沈日就) - 첨지중추부사 증 이조참판

      - 며느리 : 첩
        - 서손자 : 심일매(沈日邁) - 관상감정

      - 며느리 : 첩
        - 서손자 : 심일준(沈日遵) - 인동부사
        - 서손자 : 심일운(沈日運) - 해미현감

      - 차남 : 심수약(沈守約)
      - 삼남 : 심수준(沈守準)
      - 딸 : 풍산 심씨
      - 사위 : 이의충(李義忠)
      - 딸 : 풍산 심씨
      - 사위 : 유대업(柳大業)

  - 장인 : 이예장(李禮長)
- 외조부 : 허당(許塘)

## 평가
항상 심사원려 하기를 좋아하여 여러 사람들의 의표를 뛰어넘었으며, 조삼모사와 같은 얄팍한 죄는 즐겨하지 않았다. 아울러 모든 일을 근면과 신중으로서 성사시키려고 하였으며 조금도 주저하는 마음이 없었다 한다.

## 기타
20살이 되자 훤칠한 키에 이목구비가 뚜렷하였다 한다.

## 같이 보기
| - 여진족 - 토포사 - 방어사 - 심응 - 심정 - 심귀령 - 심사순 - 심수경 - 남곤 - 홍경주 - 경빈박씨 - 박원종 - 남이 - 강순 | - 기묘사화 - 갑자사화 - 신숙주 - 이예장 - 조광조 - 김식 - 김안로 - 유자광 - 윤임 - 윤지임 - 이기 - 심일취 - 심일준 - 심일운 - 최윤덕 | - 여진족 - 김종서 - 이종무 - 황보 인 - 이계동 - 이준경 - 이시애 - 이지방 - 이징옥 |